# 李欽 (嗣江王)
李钦（?—?），唐朝宗室，唐高祖的曾孙，江王李元祥的孙子，钜鹿郡公李晃的儿子。
武周年间，李元祥的儿子们多被诛杀、流放岭南。唐中宗神龙初年，唐中宗封李钦为嗣江王。景龙四年（710年），加银青光禄大夫。李钦娶王仁皎之女，与唐玄宗是连襟，官至千牛将军，去世。《旧唐书·睿宗本纪》里记载先天二年（713年）七月，仆射窦怀贞、侍中岑羲、中书令萧至忠、左羽林大将军常元楷、太子少保薛稷、左散骑常侍贾膺福、右羽林将军李慈李钦、中书舍人李猷、中书令崔湜、尚书左丞卢藏用、太史令傅孝忠、僧惠范作为太平公主的党羽一起被杀。右羽林将军李钦是否为嗣江王李钦，史书记载不详。